# Verbascosio
Il verbascosio è un α-galattoside presente in alcuni legumi.
La presenza è dovuta a fattori genetici mentre altri α-galattosidi, come raffinosio e stachiosio, sono influenzati maggiormente dall'ambiente.